# الخطوط الجوية الدولية السويسرية الرحلة 850
الخطوط الجوية الدولية السويسرية الرحلة 850 طائرة ساب 2000 التابعة للخطوط الجوية الدولية السويسرية في رحلة طيران من بازل إلي هامبورغ في 10 يوليو 2002 وبعدما هبطت في مطار فرنويشن حصل اهتزاز عنيف سبب جرح راكب واحد وأصبحت غير صالحة للتصليح وكان سبب الحادث الطقس السئ وخطأ إدارة موارد الطاقم وعبارات مراقبة الحركة الجوية غير الصحيحة وعلامات المدرج غير الصحيحة.